# Ottomaans-Venetiaanse oorlogen
De Ottomaans-Venetiaanse oorlogen waren een serie conflicten in het oostelijke Middellandse Zee gebied. Ze werden uitgevochten tussen de republiek Venetië en het Ottomaanse rijk in de periode van 1423 tot 1718.
- De eerste Ottomaans-Venetiaanse oorlog (1423–1430), resulteerde in de verovering van Thessalonika door het Ottomaanse rijk.
- De tweede Ottomaans-Venetiaanse oorlog (1463–1479), resulteerde in de verovering van de Venetiaanse kruisvaarderstaat Negroponte, de Cycladen, Limnos en Venetiaans Albanië door de Ottomanen.
- De derde Ottomaans-Venetiaanse oorlog (1499–1503), resulteerde in de verovering van meer eilanden in de Egeïsche Zee, van een aantal Venetiaanse steunpunten op Morea door het Ottomaanse rijk.
- De vierde Ottomaans-Venetiaanse oorlog (1537–1540), resulteerde opnieuw in de verovering van eilanden in de Egeïsche Zee, en van de laatste Venetiaanse steunpunten op Morea.
- De vijfde Ottomaans-Venetiaanse oorlog (1570–1573), resulteerde in de verovering van Cyprus door het Ottomaanse rijk, en het verlies van hun vloot in de Slag bij Lepanto.
- De zesde Ottomaans-Venetiaanse oorlog (1645–1669) of Kretenzische oorlog, resulteerde in de verovering van Kreta door het Ottomaanse rijk.
- De zevende Ottomaans-Venetiaanse oorlog (1684–1699) of Moreaanse oorlog, resulteerde in de verovering van Morea (Peloponnese) en een deel van Dalmatië door Venetië.
- De achtste en laatste Ottomaans-Venetiaanse oorlog (1714–1718) of Tweede Moreaanse oorlog, resulteerde in de herovering van Morea en van de laatste Venetiaanse steunpunten in de Egeïsche Zee door het Ottomaanse rijk.